# Svenska Mongolmissionen
Svenska Mongolmissionen (SMM) var ett evangeliskt missionssamfund bildat 1897 på initiativ av Fredrik Franson. Man byggde upp fyra missionsstationer i Inre Mongoliet på orterna Hallong Osso, Goltjaggan, Dojen och Hattin Sum. Dessutom öppnade man en sjukvårdsklinik i Urga (nuvarande Ulan Bator) i Yttre Mongoliet.
Tidskriften "Ljusglimtar från Mongoliet" startades 1919 av sekreterare Agnes Jacobson (1861–1934). Den utkom fram till 1981 och blev en viktig kanal för Svenska Mongolmissionen, tillsammans med den kristna dagstidningen Svenska Morgonbladet, grundad av Per Ollén.

## Grundande
Den svensk-amerikanske väckelsepredikanten och evangelisten Fredrik Franson hade en avgörande betydelse i grundandet av Svenska Mongolmissionen. Han föddes i Pershyttan i Västmanland och kom som 17-åring till USA, där han efter en sjukdomsperiod blev omvänd och anslöt sig till den amerikanske väckelsepredikanten Dwight Lyman Moodys kyrka i Chicago. Moody grundade också Chicago Evangelization Society, som senare kom att kallas Moody Bible Society, där många missionärer kom att tillägna sig bibelstudier före avresan till missionsfältet. Franson, som kallades för "den apokalyptiska eldsprofeten", byggde upp en egen framgångsrik, osekteristisk missionsorganisation, Skandinaviska Alliansmissionen i Amerika (Skand AM).
Våren 1881 kom Franson till Sverige under en av sina Jorden Runt-resor och var redan då ryktbar för sina amerikanska väckelsemetoder, vilket prästerskapet ogillade. Franson hade, liksom Moody, en millenär världsuppfattning och predikade om världens undergång och att "Kristi återkomst till Jorden var nära förestående". 1884 och 1888 höll han evangelistkurser i Sverige, bland annat i Jönköping, och värvade missionärer till Kina. 1897 var han åter i Sverige och höll i Bollnäs ett "eldigt missionsföredrag" om Mongoliet. Bland åhörarna fanns ingenjör Georg Eneroth och hans maka Eva och de erbjöd sig efter föredraget att utgå som missionärer till Mongoliet.
Franson tog kontakt med KFUK och frågade om de kunde underhålla en missionär i Mongoliet, varefter ordförande Anna Roos bjöd in honom till Stockholm för att där hålla ett föredrag om Mongoliet och missionen på ett evangelistmöte den 4 oktober 1897. Anna Roos skrev efter mötet: "Det är som om något särskilt hänt, som om Herren på något särskilt sätt besökt oss. Ack! om jag kunde beskriva denna afton! ... Det var som om man ej kunde kalla sig Herrens, om ej hjärtat var redo att skynda Herren till hjälp bland Mongoliets bortglömda folk". Resultatet av mötet blev att många av åhörarna skrev på en lista med löfte om att ge årliga bidrag till mission i Mongoliet och de träffades sedan allt emellanåt för att hålla intresset vid liv.
1898 utreste de två första missionärerna till Mongoliet och vid ett sammanträde i september 1899 bildades Centralkommittén för Svenska Mongolmissionen. Till ordförande valdes prins Oscar Bernadotte. Franson brevväxlade nämligen med fadern, kung Oscar II, som var positivt inställd till hans apokalyptiska förkunnelse. Övriga medlemmar i styrelsen var grosshandlare J. W. Wallin, fröknarna Fredda Hammar, Anna Roos och Agnes Jacobson samt ingenjörerna Rudolf Fredrik Berg och Georg Eneroth.

## Missionsfält Mongoliet
Svenska Mongolmissionen verkade i huvudsak i Chahar-provinsen på det mongoliska höglandet, i den östra delen av Inre Mongoliet. Mongolerna var starkt präglade av lamaismen, vilket gjorde att det evangeliska budskapet hade svårt att få fäste. De svenska missionärerna i Mongoliet kom därför främst att arbeta med sjukvård och utbildning.
Mongolerna var ett nomadfolk som bodde i tält (jurta; mongoliska: ger) och undvek att samla sig i större grupper för att betet skulle räcka, så avstånden mellan tältsamlingarna kunde därför vara stora.
Mongoliet var som missionsfält ganska okänt i västvärlden i början av 1900-talet, trots att kristen mission förekommit där tidigare. Så tidigt som på 500-talet verkade nestorianska missionärer framgångsrikt i Kina. På 1000-talet nådde det kristna budskapet Mongoliet där en stam turkmongoler, keraiter, övergick till kristendomen. 1292 anlände franciskaner-munken Johannes av Montecorvino till Khanbalyq (nuvarande Peking). Han byggde en kyrka och översatte Nya Testamentet och Davids psalmer (Psaltaren) till kinesiska.
Under den kinesiska Mingdynastin var handelsvägarna till Europa stängda. När Kina på 1600-talet åter blev mer tillgängligt för européer lyckades den italienske jesuit-missionären Matteo Ricci etablera goda relationer med det kejserliga Kina, genom att visa respekt för landets religiösa och kulturella traditioner, och grundade en romersk-katolsk kyrka i Peking. Teologiska motsättningar mellan påven i Rom och Kinas kejsare i mitten av 1700-talet ledde dock till att kristendomen blev totalförbjuden i Kina och Mongoliet.
I början av 1800-talet översatte Ryska Bibelsällskapet delar av Bibeln till mongoliska som spreds bland burjaterna. 1817 skickade Londons missionssällskap den svenske prästen Cornelius Rahmn och engelsmannen Edward Stallybrass (1794–1884) till Selenginsk, sydost om Bajkalsjön nära gränsen till Mongoliet, där en missionsstation grundades bland burjaterna. Skotten James Gilmour (1843–1891), även han utskickad av Londons missionssällskap, blev 1870 den förste protestantiske missionären i Mongoliet. Under tjugo års tid försökte han omvända mongolerna, men konstaterade uppgivet i slutet av sin levnad: "I form av omvändelse har jag inte sett något resultat. Jag har icke så långt jag vet, sett en enda, som önskat vara kristen". Hans ståndaktighet och tålamod blev dock en inspirationskälla för alla efterföljande missionärer på "det hårda fältet".

## Hertig Larson

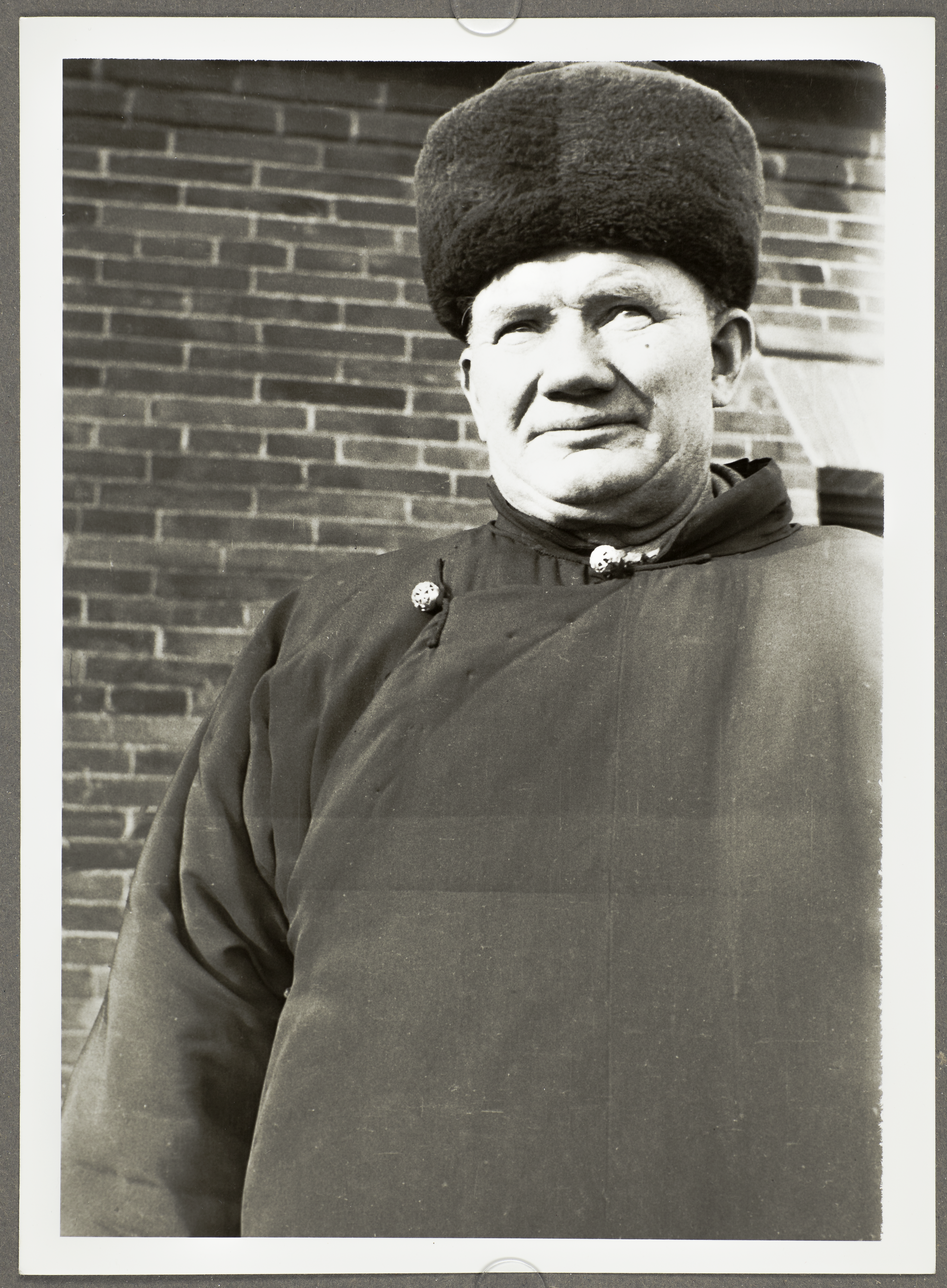
Hertig Larson i Durbet, Mongoliet, ur Uppsala universitetsbiblioteks bildarkiv. Foto: Joel Eriksson.

Frans August Larson var en av de verkliga pionjärerna i Inre Mongoliet och blev en viktig och betydelsefull samarbetspartner till Svenska Mongolmissionen. Han hade anlänt till Kina 1892 som "Franson-missionär" för ett annat missionssällskap, Christian Missionary Alliance, och hade ett högt anseende bland mongolerna. Han utnämndes till "Hertig av Mongoliet" av kejsare Bogdo Gegen (den levande Buddhan) för de tjänster och insatser han gjort när det gällde mongolernas strävan att återfå autonomi och självständighet.
Under Boxarupproret hade han tillsammans med mongoliska kamelförare organiserat flykten för ett 20-tal svenska och amerikanska missionärer. Han kallades också för Lucky Larson. Upptäcktsresanden Sven Hedin skrev en gång i en tidningsartikel: "Ingen europé eller amerikan kan komma till Kalgan utan att uppsöka Larson för att inhämta hans goda råd och bedja om hans hjälp".

## De första missionärerna
Georg och Eva Eneroth utreste till Mongoliet i maj 1898 som Svenska Mongolmissionens första missionärer, men tvingades efter några månaders vistelse i Chuguchak att återvända hem av hälsoskäl. I oktober 1899 utreste Emil Wahlstedt samt Karl Helleberg och hans maka Charlotta tillsammans med dottern Maria. Makarna Helleberg hade 1893–1898 verkat som missionärer för Christian and Missionary Alliance i Shanxi-provinsen i norra Kina. Dottern avled i smittkoppor i Inre Mongoliet 1900. I juni samma år mördades Emil Wahlstedt och makarna Helleberg i Gobiöknen under Boxarupproret. Det var ett hårt slag för Svenska Mongolmissionen och det tog fem år innan man sände ut nya missionärer.

## Hallong Osso (1908–1927)

Hallong Osso före tillbyggnad, 1914, ur Uppsala universitetsbiblioteks bildarkiv. Foto: Joel Eriksson.

Hallong Osso 1916-1917. Fr.v. Gerda Ollén, Gendun, Nantji, Magnus Havermark och Joel Eriksson. Ur Uppsala universitetsbiblioteks bildarkiv.

En rövarhövding med sin vakt, Hallong Osso 1913-1914, ur Uppsala universitetsbiblioteks bildarkiv. Foto: Joel Eriksson.

Hallong Osso var Svenska Mongolmissionens pionjärstation.
Edvin Karlén (1879–1967) var den missionär som utreste härnäst. Han hade under sommarfesten vid Humla kyrka hört ett föredrag av missionär Johan Friedström, som mirakulöst nog hade överlevt överfallet i Gobiöknen under Boxarupproret. Karlén tog kontakt med Friedström och blev övertygad om sin framtid som missionär. 1905 utreste Karlén till Mongoliet och året därpå hans blivande maka, Hanna Lindblom (1875–1909). Vintern tillbringade de i ett mongoltält på det mongoliska höglandet, på en plats kallad Tabo Ol.
Sommaren därpå påbörjades bygget av en stuga på tre rum och kök av soltorkat tegel med lergolv på en närbelägen plats, Hallong Osso. Edvin och Hanna gifte sig i Kalgan (nuvarande Zhangjiakou) 1907. Stugan stod dock inte färdig förrän hösten 1908. Hanna avled 1909 efter en utdragen och komplicerad förlossning. Gendun, en av de mongoliska medarbetare som Edvin anställt, blev starkt berörd vid Hannas dödsbädd och ville övergå till kristendomen. Gendun och hans hustru Nantji blev "de första frukterna som bärgades för Jesus". Edvin, som var trött och deprimerad, åkte hem till Sverige och utträdde ur missionens tjänst 1910.
Verksamheten återupptogs när Magnus Havermark (1879-1959) utreste i september 1910.
I juni 1912 utreste journalisten Gerda Ollén (1885–1961), men hon anslöt till Svenska Mongolmissionen och Hallong Osso först 1918. De första åren var hon stationerad i Patsebolong, Amerikanska Alliansmissionens koloni i sydvästra Mongoliet, understödd av organisationen Kvinnliga Missionsarbetare (KMA). Hon såg tidigt undervisning som en viktig evangelisationsgren, utöver sjukvårdsarbetet. Hertig Larson, som delade hennes uppfattning, byggde 1915 ett skolhus på sin hästfarm i Tabo Ol som en personlig gåva till Gerda. Den första internatskolan hade plats för cirka 30 barn. Verksamheten flyttades 1918 till Hallong Osso och utvidgades till en integrerad barnhems- och skolverksamhet.
Hösten 1913 utreste Joel Eriksson. Sommaren 1914 rustades Edvin och Hanna Karléns stuga upp och byggdes till. Samtidigt intensifierades missionsarbetet. 1914–1917 utreste inga nya missionärer till Mongoliet.
De flesta mongoler bekände sig till lamaismen, en tibetansk form av buddhism, som än i dag är den dominerande religionen i området. Det var inte något ofarligt liv som de svenska missionärerna hade på stäppen. Rövarband härjade och spred skräck och fasa bland både missionärer och vanliga mongoler.
Det var inte i första hand det kristna budskapet som fick mongolerna att uppsöka missionsstationen, utan den sjukvård som erbjuds utan kostnad. Joel Eriksson blev en stor tillgång på Hallong Osso, då han genomgått en medicinsk utbildning vid Livingstone College i London. Sjukvård av västerländsk typ var något helt nytt i denna del av världen och behovet var enormt. Inte minst syfilis och andra könssjukdomar plågade det mongoliska folket. Motmedlet hette Salvarsan, ett arsenikpreparat som injicerades i patienterna.
1918 anslöt Annie Eriksson (f. Almqvist, 1890–1986) efter att ha gift sig med Joel Eriksson i Kalgan samma år. Hennes kunskaper i kinesiska, som hon tillägnat sig under fem år på Svenska Alliansmissionens station i norra Kina, blev en stor tillgång på missionsstationen i Hallong Osso. I trakten bodde nämligen inte bara mongoler (som hade sitt eget språk, mongoliska), utan även många kineser.
Spridning av kristna skrifter var ett viktigt inslag i missionens verksamhet. Gerda Ollén och Magnus Havermark översatte katekesen, sånger och biblisk historia till mongoliska. En liten handpress inköptes, varefter berättelser från Bibeln delades ut till de mongoler som besökte missionsstationen och vid sjukbesök i mongoltälten ute på stäppen.
1919 anlände lärarinnan Hulda Wiklund (1888–1963) och Röda Kors-sjuksköterskan Greta Nilsson (1893–1924). Hulda Wiklund var under åren 1919–1925 ansvarig för utbildningen och undervisade på skolan tillsammans med en mongolisk medarbetare. I slutet av 1919 uppgick församlingen i Hallong Osso till 14 medlemmar. Två mongoliska medarbetare, Ultji och Enke Billik, hade rest runt på stäppen med en oxkärra och delat ut tryckta bibeltexter. Samtidigt hade de spridit nyheten om att man kunde bli botad från "den dåliga sjukdomen" (syfilis) på missionsstationen. Som en följd av detta hade sjukvårdsarbetet på stationen ökat i omfattning, så de två nya missionärerna var en efterlängtad förstärkning.
1921 utreste Röda Kors-systern Dagny Hansen (1886–1968) och året efter Signe Folke (1898-1971). Signe gifte sig 1924 med Magnus Havermark och de flyttade till Goltjaggan (Gulchagan), Inre Mongoliet. 1924 utreste Sven Skallsjö (1890–1930) och året efter, 1925, Vivan Almqvist (1898–1975), syster till Annie Eriksson.
1927 flyttades missionsverksamheten i Hallong Osso till Hattin Sum.

## Sjukvårdskliniken i Urga

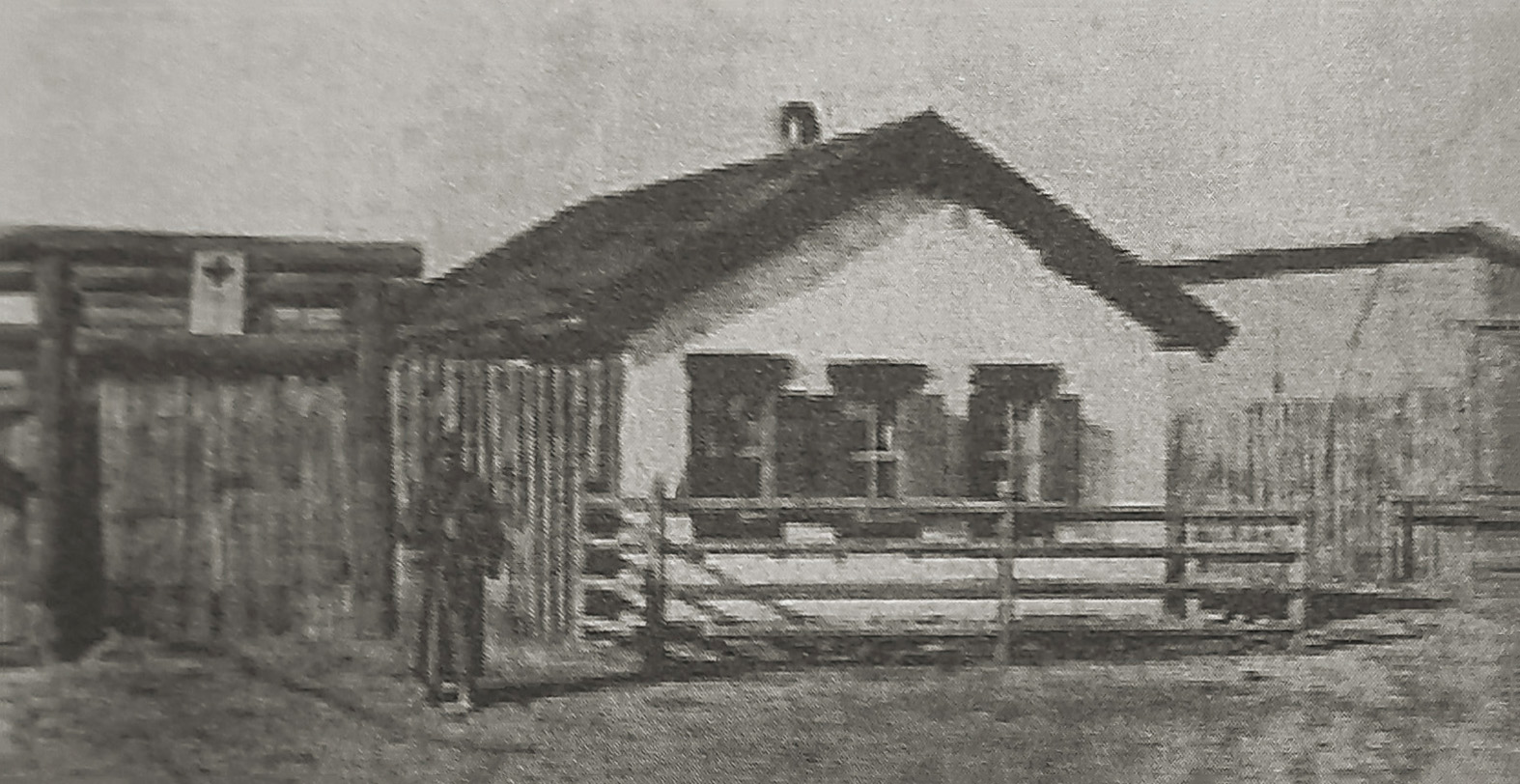
Urga-kliniken 1920, ur boken Guds sändebud i Mongoliet av Anita Öhborg.

Sjukvårdsarbetet i Hallong Osso hade under 1919 växt i omfattning och många patienter kom långväga ifrån för att få behandling. Sommaren 1919 reste Gerda Ollén och nyligen utresta Greta Nilsson till Yttre Mongoliet för att rekognosera för ett nytt missionsfält. I början av 1920 öppnades en sjukvårdsklinik i Urga (nuvarande Ulan Bator), efter att hertig Larson hjälpt till att hitta en lämplig lokal. Ovanför dörren till kliniken sattes en skylt upp med texten: FRÅN JESUSFÖRSAMLINGEN I SVERIGE UTSÄND MEDICINMÄNNISKA MOTTAGER HÄR SJUKA OCH LIDANDE FÖR ATT FÖR KÄRLEKENS SKULL BRINGA HJÄLP. Trots hårt motstånd från lamaprästerna sökte sig mongolerna till den lilla kliniken. Greta Nilsson blev känd som "Flickdoktorn i Urga". I april samma år hade man behandlat omkring 3 000 patienter. Hösten 1920 hyrde man en större lokal, men efter att revolution utbrutit i Yttre Mongoliet tvingades man lämna Urga.
Hösten 1921 vågade man sig tillbaka och det var då Greta Nilsson och nyligen utresta Sofia-systern Gertrud Falck (1883–1983) som först anlände för att öppna kliniken igen. Hertig Larson hade anlänt till Hallong Osso med fyra bilar på väg till Urga för att återuppta sin affärsverksamhet och de två kvinnorna fick åka med. 1922 fick de förstärkning, då Dagny Hansen från Hallong Osso anlände tillsammans med nyligen utresta Magnus Björklund (1894–1964). Kliniken behandlade 50–70 patienter varje dag. Dagny avlöste Greta och tog kontakt med Larson som tog den utmattade Greta med bil till Peking där hon togs om hand av missionsvänner.
Vid sjukvårdskliniken i Urga tog man hand om övergivna barn och öppnade en skola för ett 20-tal elever.
Det startades även, genom hertig Larsons kontakter, en odlingfarm i Borgolté, fem mil nordväst om Urga, och det var Magnus Björklund som kom att sköta denna. Sven Hedin kom 1923 på besök till kliniken tillsammans med hertig Larson.
Efter att kommunisterna tagit makten i Yttre Mongoliet 1924 blev all missionsverksamhet förbjuden och efter en skriftlig utvisningsorder fick missionärerna ett dygn på sig att lämna Urga. Hertig Larson lyckades dock utverka en tidsfrist för missionärerna på några veckor.
Efter utvisningen från Urga 1924 flyttade Magnus Björklund till Hallong Osso och fick till uppgift att ge medicinsk hjälp till mongolernas sjuka djur, då han tidigare hade studerat veterinärkunskap vid universitetet i Nanking.

## Goltjaggan (1922–1943)

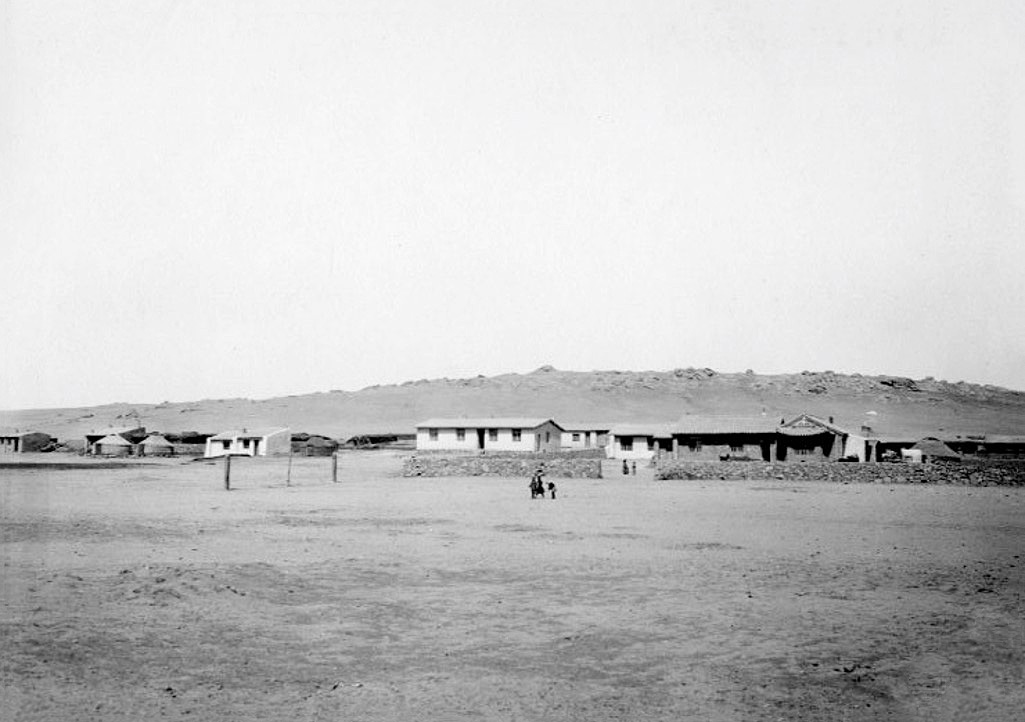
Goltjaggan missionsstation. Bilden publiceras med tillstånd av Sven Hedins Stiftelse. Foto: Gösta Montell.

Goltjaggan var Svenska Mongolmissionens andra station, 90 km öster om Hallong Osso.
Under våren 1920 anlände Hårin-Da, en av Goltjaggans många hövdingar, till Hallong Osso för att be missionärerna komma och öppna en station i provinsen. Hövdingen, som tidigare framgångsrikt hade behandlats av Joel Eriksson för sin syfilis, ville själv ställa en bostad på några rum till missionens förfogande. Missionärerna red då, tillsammans med några mongoliska följeslagare, till Goltjaggan för att inspektera brunnar och hitta en lämplig plats för stationen. Magnus Havermark lät uppföra ett litet enkelt hus med fyra rum och kök och på hösten 1922 stod stationen i Goltjaggan färdig.
De första bofasta missionärerna i Goltjaggan blev Hulda Wiklund och Elsa Berg (1898–1962). 1924 gifte sig Elsa Berg med Sven Skallsjö och flyttade till Hallong Osso. Samma år flyttade Magnus och Signe Havermark från Hallong Osso till Goltjaggan och 1925 kom läkaren Teodor (Tedde) Ollén (1897–1930) och hans maka, Röda Kors-systern Maja Ollén (f. Nilsson, 1887–1926). Hulda Wiklund utträdde ur Svenska Mongolmissionens tjänst 1925 och grundade en egen missionsstation vid Naimen Ol med stöd av amerikanska missionsvänner. Under ett uppdrag i Kalgan 1926, tillsammans med Joel Eriksson och maken Teodor, ådrog sig Maja Ollén en svår infektion och avled vid återkomsten till Goltjaggan.
1928 reste makarna Havermark hem till Sverige och kom att ersättas av makarna Skallsjö som tvingades flytta från Dojen. 1928 byggdes också stationen ut med sjukstuga, tryckeri och bostäder för mongoliska medhjälpare. Sjukstugan bestod av mottagnings- och behandlingsrum samt operations- och sjukrum. 1930 avled Sven Skallsjö och Teodor Ollén i paratyfus. Året innan hade Anders Marthinson (1910–1987) anlänt till Hattin Sum, men efter Sven och Teodors död tvingades han att flytta till Goltjaggan.
1930 anlände tre nya missionärer - Miriam Wideberg (1908–1963), Herman Torstenson (1895-1959) och Ester Torstenson (f. Johansson, 1898–1936), som alla av hälsoskäl tvingades återvända till Sverige redan efter ett år. 1931 anlände sjuksköterskan och barnmorskan Svea Eliasson (1905-1997). Hon var förlovad med Anders Marthinson och de gifte sig efter hennes ankomst. Samma år reste Elsa Skallsjö hem till Sverige för en viloperiod, tillsammans med Joel och Annie Eriksson från Hallong Osso-stationen.
I Goltjaggan undervisade Elsa Skallsjö 1928-1930 med viss assistans av sin make Sven. Undervisningen gällde både missionärsbarn och mongoliska barn. 1934 övertogs skolverksamheten av Elsa Bengtsson (1903–1999), som var utbildad småskollärare, efter att hon begärt att få bli förflyttad från Hattin Sum.
1933 plundrades och brändes stationen av ett rövarband, varvid bland annat dyra instrument och medicinförråd förstördes. Rövarna förde också bort de mongoliska medarbetarna Sitting Batto, Gendun och Enke Billik. Missionärerna själva klarade sig, då de hade rest till Kalgan. En lösensumma begärdes för de tre mongolerna. Rövarbandet anfölls dock senare av den manchuriska armén och i det tumult som uppstod lyckades Enke Billik rymma, men dödades av soldaterna i tron att han var en av rövarna. Sitting Bao och Gendun lyckades så småningom rymma och återvände till Goltjaggan.
1934 utreste Paul-Georg Svensson (1910–1997). 1938 utreste sjuksköterskan Ingeborg Svensson (f. Knutsson, 1909–1992) och Frideborg Svensson (1911–2000), syster till Paul-Georg.

## Dojen (1924–1942)

Tältstationen i Dojen, ur Uppsala universitets-biblioteks bildarkiv. Foto: Joel Eriksson.

Dojen var Svenska Mongolmissionens tredje station, 75 km nordost om Goltjaggan.
I december 1924 slog sig missionärerna Gerda Ollén, Dagny Hansen och Gertrud Falck ner i ett tältläger i Dojen. Till sin hjälp hade de fyra kristna mongoler – Sangve, Bårr, Ultji och Gattjima. När mongolerna året efter flyttade tillbaka till Hallong Osso och Goltjaggan kom i stället en annan mongol, Daste Tjub. Dojen bestod 1924–1926 endast av en tältstation. 1925 reste Dagny Hansen hem en tid till Sverige, av hälsoskäl. Gertrud Falck avgick 1926 på grund av sjukdom. Samma år flyttade makarna Skallsjö till Dojen och stannade där till våren 1928. I slutet av 1926 uppfördes en första permanent byggnad vid stationen, en missionärsbostad där makarna Skallsjö flyttade in. 1929 reste Gerda Ollén hem till Sverige för en viloperiod.
Under de följande fyra åren hade Svenska Mongolmissionen inga missionärer i Dojen. På nyåret 1934 anlände Dagny Hansen och Elsa Skallsjö för att återuppta arbetet vid stationen. 1935 anlände ytterligare en missionär, Folke Persson (1909–1987), och året efter hans nyblivna maka, barnmorskan Margith Persson (f. Mossberg, 1911–2005).

## Hattin Sum (1927–1944)

Vy över Hattin Sum missionsstation med det gamla lamatemplet i förgrunden, ur Uppsala universitetsbiblioteks bildarkiv. Foto: Joel Eriksson.

Hattin Sum var Svenska Mongolmissionens fjärde station, 70 km norr om Hallong Osso. Stationen ersatte Hallong Osso.
1925 rasade ett inbördeskrig i norra Kina som så småningom resulterade i fullständig anarki i området kring Hallong Osso. Arbetet försvårades av att hjälpbehövande mongoler inte längre vågade sig ner till stationen, av rädsla för att bli plundrade på vägen av rövarband. Missionärerna själva blev alltmer isolerade och man bestämde sig för att flytta missionsstationen. Traktens mongoler hade också vid denna tid börjat ersättas av allt fler kineser och det var inte dem som missionen främst var inriktad på. Mongolerna drog sig norrut och svenskarna följde efter.
På en plats vid namn Hattin Sum fann Joel Eriksson ett lamatempel som övergetts efter att en lamapräst begått självmord där. Han lyckades köpa templet och 1927 flyttade de kvarvarande missionärerna i Hallong Osso, Joel och Annie Eriksson samt Vivan Almqvist, till Hattin Sum.
Till Hattin Sum och andra svenska missionsstationer kom Sven Hedin på sin sista expedition 1927–1935. 1929 anlitades Joel Eriksson som Hedins guide på en 112 mil lång resa till olika lamakloster i regionen. Övriga följeslagare på resan var hertig Larson, läkaren David A:son Hummel, etnografen Gösta Montell och den danske löjtnanten Henning Haslund-Christensen.

## Bibelrevidering

Bibelrevidering i Dojen, fr.v. Joel Eriksson, Daste Tjub och Gerda Ollén, ur Uppsala universitetsbiblioteks bildarkiv.

Språkforskaren och orientalisten Isaak Jakob Schmidt hade i början av 1800-talet översatt Matteus-evangeliet till kalmuckiska, ett mongoliskt språk. 1846 översatte Londonmissionen, genom ekonomiskt stöd från Ryska Bibelsällskapet, Nya Testamentet till mongoliska. En revidering var dock nödvändig, då det förekom många ord i denna hundraåriga översättning som mongolerna inte förstod.
Hösten 1935 samlades mongolmissionärerna i Kalgan för att tillsammans med representanter för Brittiska och utländska bibelsällskapet samtala om bibelöversättning. Konferensen gav Joel Eriksson och Daste Tjub i uppdrag att göra en genomgripande revidering av, i första hand, de fyra evangelierna. Till grund för översättningen lades den kinesiska riksspråksversionen (kuo-yü), vilken allmänt ansågs vara av mycket god kvalitet. Tjub nyöversatte från kinesiska till mongoliska, varefter Eriksson jämförde översättningen mot 1917 års svenska Bibel.
Arbetsgruppen utökades efter några år med Gerda Ollén. Bibelsällskapets önskemål var att språket i den nya översättningen skulle vara så nära talspråket som möjligt. När översättningen av Matteus-evangeliet var klar trycktes en provupplaga på 30 exemplar av halva evangeliet för att få in synpunkter på det fortsatta arbetet. Tryckningen utfördes av Anders Marthinson vid missionens lilla tryckeri i Hattin Sum. När Eriksson återvände till Sverige sommaren 1939 hade man översatt de fyra evangelierna samt apostlagärningarna. Alla översättningsförslag som efter Erikssons avresa utarbetades av Tjub och Ollén sändes per post till Sverige. Tjub övergick så småningom till statlig tjänst i Changpeh (nuvarande Zhangbei) och ersattes av den mongoliske läraren Erentjin Dortji.
Under krigsåren låg översättningsarbetet i huvudsak nere och återupptogs först våren 1947, då Eriksson tillsammans med Marthinson anlände till Kalgan. Trots de inrikespolitiska oroligheterna i Kina lyckades man fullborda nyöversättningen av hela Nya Testamentet. Eriksson och Ollén återvände 1948 till Sverige, medan Marthinson först i slutet av 1950 lämnade Kina och avreste till Hong Kong, där han blev sekreterare i den så kallade Hong Kong-kommittén, vars uppgift var att slutgranska hela manuskriptet och låta det gå i tryck. Övriga medlemmar i kommittén var missionären Stuart Gunzel (1903–1995), mongolerna Erentjin Dortji och Wangtjin Dortji. Ytterligare en mongol, Mattai Haltod, var under en kort period knuten till kommittén, som under sin verksamhet hela tiden även höll brevkontakt med Eriksson och Ollén hemma i Sverige. I april 1953 var Nya Testamentet färdigtryckt och bundet, efter 18 års mödosamt arbete.

## Ockupation och världskrig
1937 ockuperades Inre Mongoliet av japanerna och efter anfallet mot Pearl Harbor 1941 blev den japanska ockupationsmakten allt mer aggressiv mot de kvarvarande svenska missionärerna på den mongoliska stäppen. Mellan 1942 och 1944 tvingades Svenska Mongolmissionen att stänga samtliga missionsstationer som övergavs på obestämd tid.
Efter andra världskriget, en tidig morgon i början av april 1947, lyfte Joel Eriksson och Anders Marthinson med missionsflygplanet Ansgar från Bromma flygplats med destination Kalgan. Eriksson hade fått veta av Kinesiska inlandsmissionen (China Inland Mission) i England att det nu var tillräckligt säkert att återvända till Inre Mongoliet. Väl på plats i Kina fick han veta av några missionärer från Adventisterna att Goltjaggan var ödelagd. Hattin Sum var ganska oförstörd. Dojen, som var färdigbyggd 1940, hade bränts ner redan 1942. Det var ett nedslående besked efter allt arbete som lagts ner under 40 år i Inre Mongoliet. Anders Marthinsom såg dock mer optimistiskt än Joel Eriksson på möjligheten till fortsatt verksamhet. I november 1947 avreste så ytterligare sex missionärer från Sverige - Gerda Ollén, Elsa  Bengtsson, samt de nya medarbetarna Edvin Bohlin (1911–1976), sjuksköterskan Birgitta Bohlin (f. Johansson, 1914–1996), lärarinnan Anna-Lisa Thorsell (1912–1994) och Paul (Palle) Eriksson (1921–2006), Joels son, för att försöka säkra en fortsatt närvaro bland mongolerna och delta i hjälpverksamheten bland burjaterna i norra Kina.

## Nytt missionsfält – Japan
Efter att Mao Zedong den 1 oktober 1949 utropat grundandet av Folkrepubliken Kina och kommunisterna tog över makten blev det förbjudet att bedriva missionsverksamhet i Kina och Inre Mongoliet. Som en följd av detta och i väntan på möjligheten till fortsatt mission bland mongolerna tog styrelsen den 29 september 1951 beslut om att öppna ett nytt missionsfält i Japan.
I början av februari 1951 anlände de första missionärerna till Hokkaido. Den 27 augusti samma år beslutade Svenska Mongolmissionens styrelse att anta namnet Svenska Mongol- och Japanmissionen (SMJM). Förutom på ön Hokkaido verkade missionärerna i städerna Muroran och Tokyo. Församlingar bildades längs Hokkaidos södra kust och i Sapporo-området.
1978 inleddes samtal om ett samgående mellan Svenska Missionen i Kina och Japan och Svenska Mongol- och Japanmissionen. 1982 togs beslutet att de båda missionerna skulle gå samman under namnet Evangeliska Östasienmissionen (EÖM).

## Porträttgalleri
Svenska Mongolmissionens 37 utresta missionärer till Mongoliet.

Georg Eneroth
Eva Eneroth
Emil Wahlstedt
Karl Helleberg
Charlotta Helleberg
Edvin Karlén (1879-1967)
Hanna Karlén (f. Lindblom, 1875-1909)
Magnus Havermark (1879-1959)
Signe Havermark (f. Folke, 1898-1971)
Gerda Ollén (1885-1961)
Joel Eriksson (1890-1987)
Annie Eriksson (f. Almqvist, 1890-1986)
Vivan Almqvist (1898-1975)
Greta Nilsson (1893-1924)
Hulda Wiklund (1888-1963)
Gertrud Falck (1883-1983)
Dagny Hansen (1886-1968)
Magnus Björklund (1894-1964)
Sven Skallsjö (1890-1930)
Elsa Skallsjö (f. Berg, 1898-1962)
Miriam Wideberg (1908-1963)
Teodor (Tedde) Ollén (1897-1930)
Maja Ollén (1887-1926)
Anders Marthinson (1910-1987)
Svea Marthinson (f. Eliasson, 1905-1997)
Herman Torstenson (1895-1959)
Ester Torstenson (f. Johansson, 1898-1936)
Elsa Bengtsson (1903-1999)
Paul-Georg Svensson (1910-1997)
Ingeborg Svensson (f. Knutsson, 1909-1992)
Frideborg Svensson (1911-2000)
Folke Persson (1909-1987)
Margith Persson (f. Mossberg, 1911-2005)
Edvin Bohlin (1911-1976)
Birgitta Bohlin (f. Johansson, 1914-1996)
Paul (Palle) Eriksson (1921-2006)
Anna-Lisa Thorsell (1912-1994)

## Tidslinje
Tabell över Svenska Mongolmissionens 37 utresta missionärer till Mongoliet.
| Utrest, år | Namn                            | Född, år | Födelseort                            | Död, år | Dödsort         | Vistelseort i Mongoliet                         | Anmärkning                                                       |
| ---------- | ------------------------------- | -------- | ------------------------------------- | ------- | --------------- | ----------------------------------------------- | ---------------------------------------------------------------- |
| 1898       | Georg Eneroth                   | i.u.     | i.u.                                  | i.u.    | i.u.            | Chuguchak                                       | Återvände hem 1898 av hälsoskäl.                                 |
| 1898       | Eva Eneroth                     | i.u.     | i.u.                                  | i.u.    | i.u.            | Chuguchak                                       | -"-                                                              |
| 1899       | Karl Helleberg                  | i.u.     | i.u.                                  | 1900    | Gobiöknen       | i.u.                                            | Mördades under Boxarupproret.                                    |
| 1899       | Charlotta Helleberg             | i.u.     | i.u.                                  | 1900    | Gobiöknen       | i.u.                                            | -"-                                                              |
| 1899       | Emil Wahlstedt                  | i.u.     | Landskrona                            | 1900    | Gobiöknen       | i.u.                                            | -"-                                                              |
| 1905       | Edvin Karlén                    | 1879     | Dalum, Älvsborgs län                  | 1967    | Kristinehamn    | Hallong Osso                                    | Återvände till Sverige 1909, utträdde ur missionens tjänst 1910. |
| 1906       | Hanna Karlén (f. Lindblom)      | 1875     | Skara                                 | 1909    | Hallong Osso    | Hallong Osso                                    | Avled i Hallong Osso 1909.                                       |
| 1910       | Magnus Havermark                | 1879     | Hossmo, Kalmar län                    | 1959    | Upplands Väsby  | Hallong Osso, Goltjaggan                        | Avgick 1931 av hälsoskäl.                                        |
| 1912       | Gerda Ollén                     | 1885     | Stockholm                             | 1961    | Stockholm       | Patsebolong, Tabo Ol, Hallong Osso, Urga, Dojen |                                                                  |
| 1913       | Joel Eriksson                   | 1890     | Huddunge, Västmanlands län            | 1987    | Uppsala         | Hallong Osso, Dojen, Hattin Sum                 |                                                                  |
| 1918       | Annie Eriksson (f. Almqvist)    | 1890     | Jönköping                             | 1986    | Uppsala         | Hallong Osso, Hattin Sum                        |                                                                  |
| 1919       | Hulda Wiklund                   | 1888     | Trångens by, Jämtland                 | 1963    | Kaxås, Jämtland | Hallong Osso, Goltjaggan                        | Begärde avsked 1925.                                             |
| 1919       | Greta Nilsson                   | 1893     | Stockholm                             | 1924    | Rangoon         | Urga                                            |                                                                  |
| 1921       | Gertrud Falck                   | 1883     | Malmö                                 | 1983    | Helsingborg     | Urga, Dojen                                     | Avgick 1926 av hälsoskäl.                                        |
| 1921       | Dagny Hansen                    | 1886     | Stockholm                             | 1968    | i.u.            | Urga, Dojen                                     |                                                                  |
| 1922       | Magnus Björklund                | 1894     | Hårsjö, Kristianstads län             | 1964    | i.u.            | Urga                                            |                                                                  |
| 1922       | Signe Havermark (f. Folke)      | 1898     | Yuncheng, Shansi, norra Kina          | 1971    | i.u.            | Hallong Osso, Goltjaggan                        | Avgick 1931 av hälsoskäl.                                        |
| 1922       | Elsa Skallsjö (f. Berg)         | 1898     | Hudiksvall                            | 1962    | Uppsala         | Hallong Osso, Dojen, Goltjaggan, Hattin Sum     |                                                                  |
| 1924       | Sven Skallsjö                   | 1890     | Göteborg                              | 1930    | Goltjaggan      | Hallong Osso, Dojen, Goltjaggan                 | Avled i Goltjaggan 1929.                                         |
| 1925       | Teodor (Tedde) Ollén            | 1897     | Stockholm                             | 1930    | Goltjaggan      | Hallong Osso, Goltjaggan                        | Avled i Goltjaggan 1929.                                         |
| 1925       | Maja Ollén                      | 1887     | By församling, Kopparbergs län        | 1926    | Goltjaggan      | Hallong Osso, Goltjaggan                        | Avled i Goltjaggan 1926.                                         |
| 1925       | Vivan Almqvist                  | 1898     | Jönköping                             | 1975    | i.u.            | Hallong Osso, Hattin Sum                        | Syster till Annie Eriksson.                                      |
| 1929       | Anders Marthinson               | 1910     | Tving, Blekinge län                   | 1987    | Stockholm       | Hattin Sum, Goltjaggan                          |                                                                  |
| 1930       | Herman Torstenson               | 1895     | Broddetorp församling, Skaraborgs län | 1959    | i.u.            | Goltjaggan                                      |                                                                  |
| 1930       | Ester Torstenson (f. Johansson) | 1898     | Skaraborgs län                        | 1936    | i.u.            | Goltjaggan                                      |                                                                  |
| 1930       | Miriam Wideberg                 | 1908     | Stockholm                             | 1963    | i.u.            | Hattin Sum                                      |                                                                  |
| 1931       | Svea Marthinson (f. Eliasson)   | 1905     | Tyringe, Kristianstad                 | 1997    | i.u.            | Hattin Sum, Goltjaggan                          |                                                                  |
| 1932       | Elsa Bengtsson                  | 1903     | Kvidinge, Skåne län                   | 1999    | i.u.            | Hattin Sum                                      |                                                                  |
| 1934       | Paul-Georg Svensson             | 1910     | Torrlösa församling, Malmöhus län     | 1997    | i.u.            | Goltjaggan                                      | Gift med Ingeborg.                                               |
| 1934       | Folke Persson                   | 1909     | Alanäs församling, Jämtlands län      | 1987    | Stockholm       | Dojen                                           |                                                                  |
| 1935       | Margith Persson (f. Mossberg)   | 1911     | Borås                                 | 2005    | Stockholm       | Dojen                                           |                                                                  |
| 1938       | Ingeborg Svensson (f. Knutsson) | 1909     | Halmstad                              | 1992    | i.u.            | Goltjaggan                                      | Gift med Paul-Georg.                                             |
| 1938       | Frideborg Svensson              | 1911     | Torrlösa församling, Malmöhus län     | 2000    | Stockholm       | Goltjaggan                                      | Syster till Paul-Georg.                                          |
| 1947       | Edvin Bohlin                    | 1911     | Glommersträsk, Norrbottens län        | 1976    | Kävsjö          | Kalgan                                          |                                                                  |
| 1947       | Birgitta Bohlin (f. Johansson)  | 1914     | Göteborg                              | 1996    | Värnamo         | Kalgan                                          |                                                                  |
| 1947       | Paul (Palle) Eriksson           | 1921     | Djibouti, Franska Somaliland          | 2006    | Kristinehamn    | Kalgan                                          | Son till Joel Eriksson.                                          |
| 1947       | Anna-Lisa Thorsell              | 1912     | Börstig, Skaraborgs län               | 1994    | i.u.            | Kalgan                                          |                                                                  |